# Ecliptopera melaleuca
Ecliptopera melaleuca är en fjärilsart som beskrevs av Edward Alfred Cockayne 1953. Ecliptopera melaleuca ingår i släktet Ecliptopera och familjen mätare. Inga underarter finns listade i Catalogue of Life.